# Гонсалес Гутьеррес, Марио
Ма́рио Гонса́лес Гутье́ррес (исп. Mario González Gutiérrez; род. 25 февраля 1996, Вильяркайо-де-Мериндад-де-Кастилья-ла-Вьеха, Испания) — испанский футболист, нападающий клуба «Лос-Анджелес», выступающий на правах аренды за клуб «Фамаликан».

## Клубная карьера
Является воспитанником «Вильярреала». С 2015 года — игрок второй команды. 11 октября 2015 года дебютировал за неё в поединке против «Реус Депортиу». Всего сыграл за неё 10 матчей, результативными действиями не отмечался.
Прошёл предсезонную подготовку с основной командой. 20 августа 2016 года дебютировал в Ла Лиге поединком против «Гранады», выйдя на замену на 90-й минуте вместо Алешандре Пато.
В июле 2019 года Гонсалес перешёл в клуб французской Лиги 2 «Клермон», подписав однолетний контракт.
В июле 2020 года «Вильярреал» вернул Гонсалеса из «Клермона» согласно опции обратного выкупа, подписав с ним двухлетний контракт.
15 сентября 2020 года Гонсалес отправился в аренду в клуб чемпионата Португалии «Тондела» до июня 2021 года.
1 июля 2021 года Гонсалес перешёл в «Брагу», подписав четырёхлетний контракт. Стоимость трансфера составила 1,5 млн евро.
31 января 2022 года Гонсалес вернулся на родину, отправившись в аренду в клуб Сегунды «Тенерифе» на вторую часть сезона 2021/22.
24 августа 2022 года Гонсалес отправился в аренду в клуб чемпионата Бельгии «Ауд-Хеверле Лёвен» на сезон 2022/23 с опцией выкупа.
22 июля 2023 года Гонсалес перешёл в клуб MLS «Лос-Анджелес». Стоимость трансфера составила 2,3 млн евро. За американский клуб он дебютировал 11 августа в матче четвертьфинала Кубка лиг 2023 против мексиканского «Монтеррея». 26 августа в матче против «Шарлотта» забил свой первый гол за «Лос-Анджелес».
17 января 2024 года Гонсалес вернулся играть на родину, отправившись в аренду в клуб Сегунды хихонский «Спортинг» до конца сезона 2023/24 с опцией выкупа.
В августе 2024 года Гонсалес отправился в аренду в клуб чемпионата Португалии «Фамаликан».

## Карьера в сборной
Выступал за юношескую сборную Испании до 17 лет. Принимал участие в отборочных играх к чемпионату Европы 2013 года среди юношей до 17 лет.